# Pavlovnie plstnatá
Pavlovnie plstnatá (Paulownia tomentosa), česky též paulovnie plstnatá, je strom z čeledi pavlovniovité (Paulowniaceae). Je známa též jako čínský císařský strom. Je to dřevina s jednoduchými velkými řapíkatými listy a nápadnými modrofialovými zvonkovitými květy. Pochází z jihovýchodní Číny. V České republice je pěstována jako okrasný strom.

## Popis

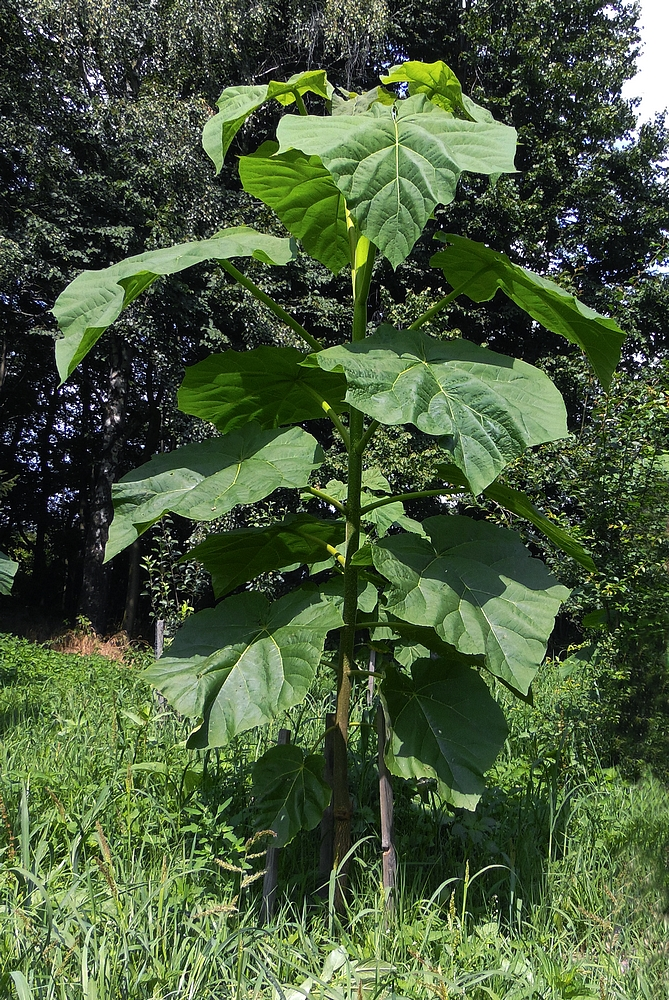
Mladá a bujná pavlovnie plstnatá

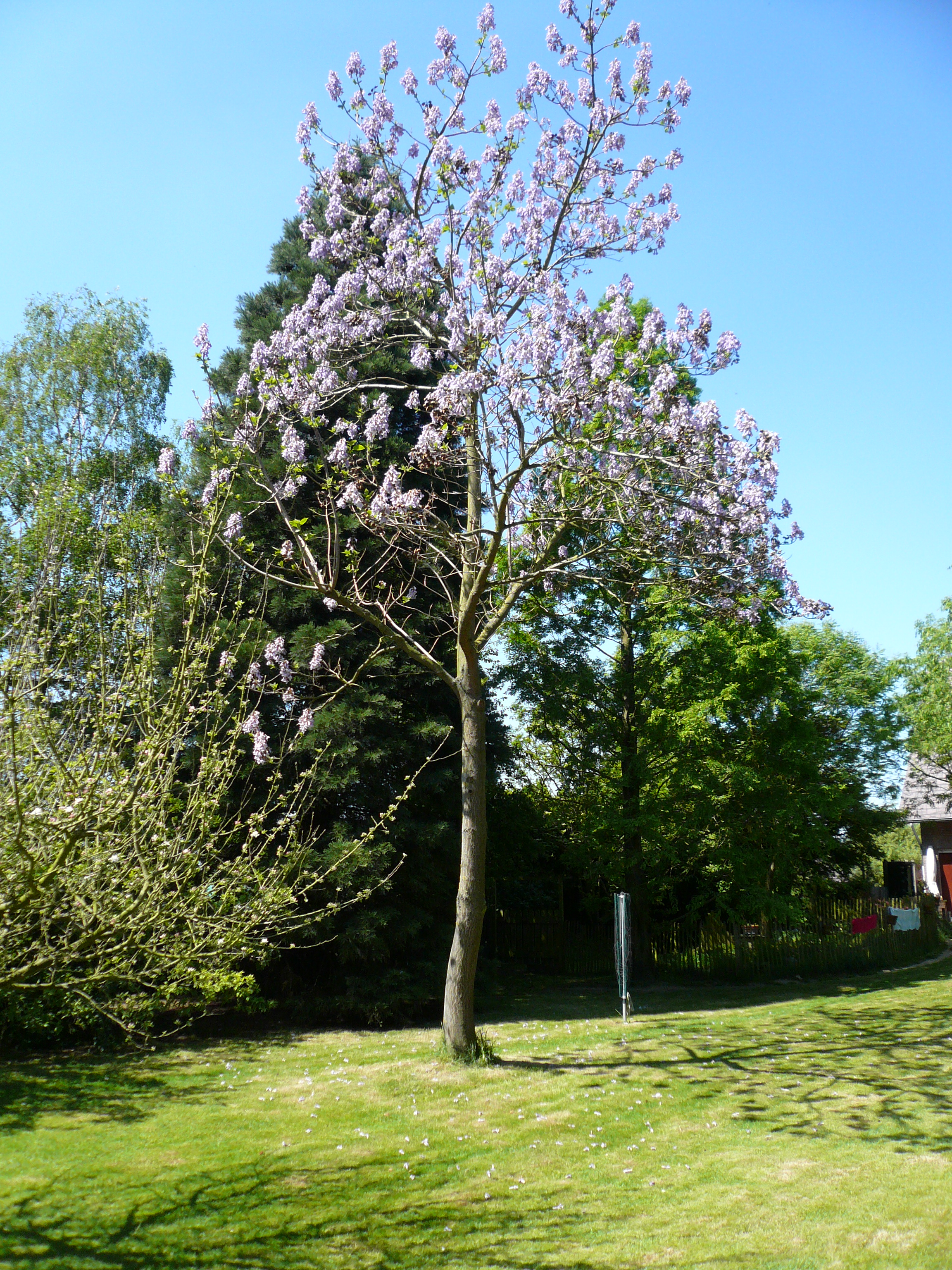
Kvetoucí strom

Pavlovnie plstnatá je rychle rostoucí opadavý strom se širokou korunou, dorůstající výšky kolem 20 metrů. Kmen je rovný, dobře viditelný až do horní části koruny. Větve v dolní a střední části koruny jsou převážně vodorovné, v horní části směřují nahoru. Kůra je celkem hladká, barva od šedé do hnědošedé. Listy jsou velmi rozměrné (15–30 cm), oválné až srdčité, shora matové, temně zelené a sametové, pokryté krátkými chloupky, zespodu šedé, plstnaté. Květy jsou velké, náprstkovitě zvonkovité, vně světle fialovomodré, uvnitř se žlutými proužky. V Evropě kvete v květnu, a to ještě před olistěním. Plody jsou tobolky o délce do 4 cm a šířce 1,5–2 cm, zpočátku zelené, poněkud lepkavé, s dozráváním dřevnatí a mění barvu na šedohnědou; obsahují množství drobných semen.
Pavlovnie je velmi odolná rostlina. Dokáže přežít i požár, neboť její kořeny jsou schopny regenerace a vyhnat nové větve. Je odolná k znečištění a není citlivá k půdním typům. Proto se řadí mezi tzv. pionýrské rostliny. Obohacuje půdu dusíkem a zabraňuje svými kořeny erozi. Nesnáší stín jiných stromů, daří se jí, pokud je převyšuje.
Pavlovnii je podobná vzdáleně příbuzná katalpa.

## Původ a rozšíření

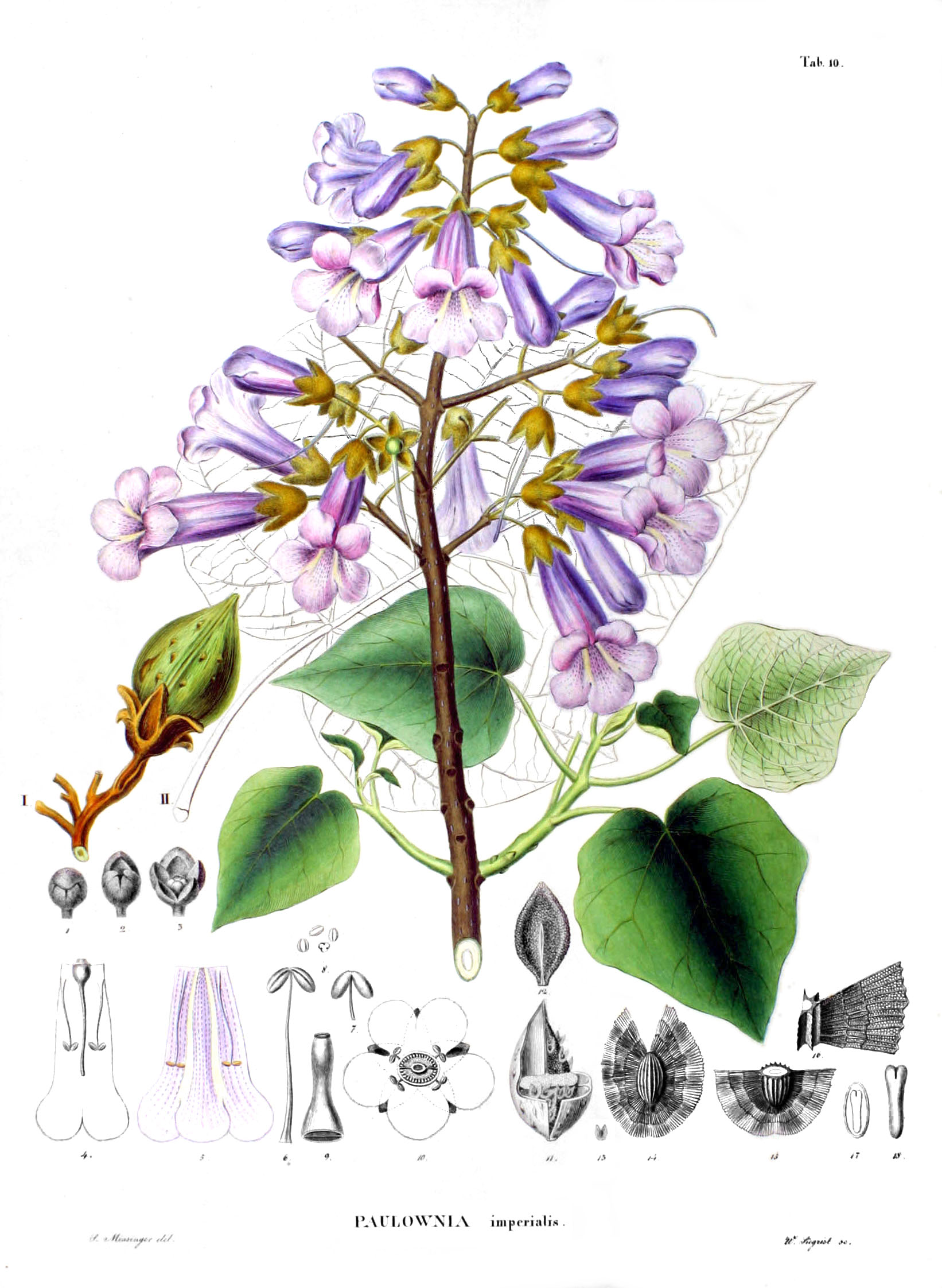
Morfologie

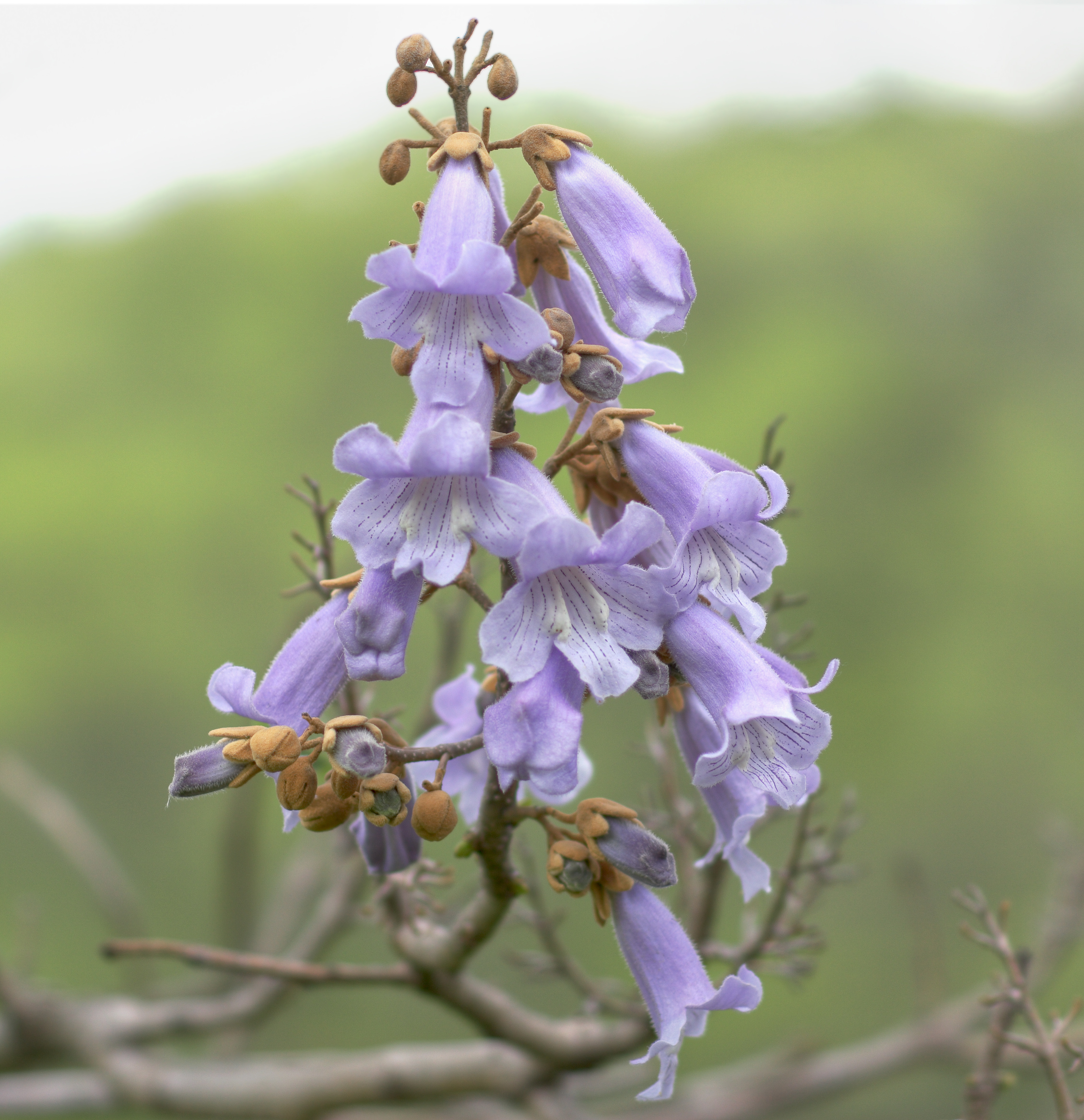
Květenství

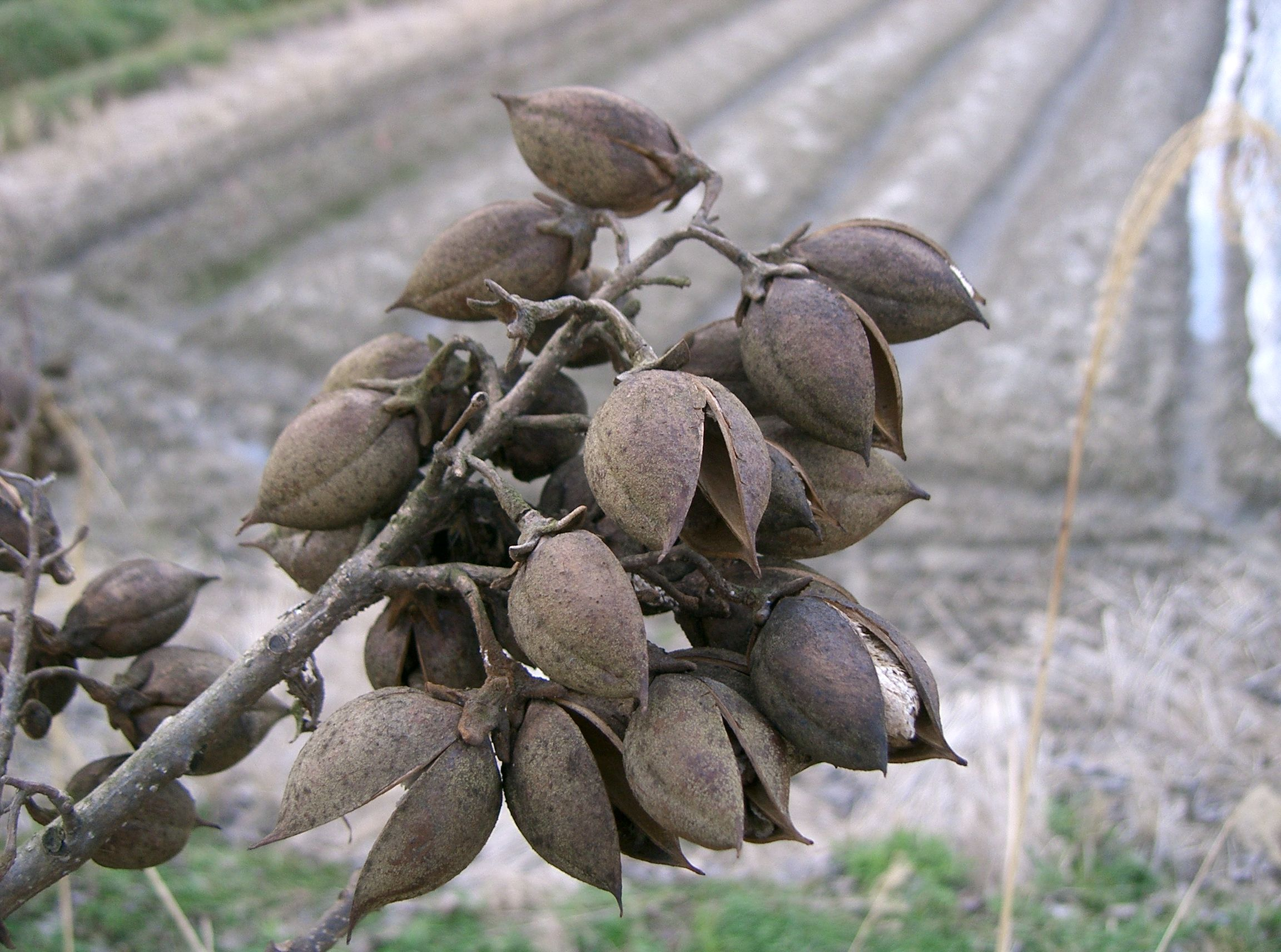
Dozrálé plody

Strom pochází z jihovýchodní části Číny. Již dlouho je však vysazován v teplejších částech Evropy jako ozdobný parkový strom.
Lehká a hebká semena byla od 19. století běžně užívána čínskými exportéry porcelánu jako obalový materiál, a to do objevu polystyrénové ambaláže. Bedny byly často netěsné nebo se během tranzitu poškodily a semena se rozptýlila podél přepravní trasy. To spolu se semeny záměrně použitými k vypěstování ozdobných stromů umožnilo rozšíření pavlovnie jako agresivního plevelného stromu v oblastech s příznivými podmínkami, především v Japonsku a na východě USA. V českých podmínkách má potenciál stát se invazivním druhem, i když jsou případy divokého rozšíření zatím spíše vzácné.

## Význam
Jako velmi atraktivní rychlerostoucí strom s velkými listy a nádhernými květy je využíván především jako ozdobná rostlina. V oblasti svého původu však má využití mnohem mnohostrannější.
Dřevo pavlovnie je velice lehké, pevné a má výborné rezonanční vlastnosti, proto se v Asii používá na výrobu hudebních nástrojů – např. japonské koto nebo korejská citera (kayagum). Nejlepší resonanční dřevo pavlovnie plstnaté je z regionu Lankao, v provincii Che-nan v Číně, blízko pouště se suchým klimatem ideálním pro tyto stromy.
V Číně a Japonsku je řezbářství ze dřeva císařského stromu významným uměleckým řemeslem. Vzhledem ke svým vlastnostem (rychlý nárůst masy, lehkost sušení) může sloužit rovněž k energetickému využití a k produkci biomasy.
Uhlíkem z větvičky pavlovnie si gejši zvýrazňovaly oční linie a obočí.
V Číně je starým zvykem zasadit císařský strom při narození děvčátka; rychle rostoucí strom roste spolu s ní a když je pak děvče zralé ke vdavkám, strom se porazí a vyrobí se z něj předměty do její výbavy.

## Pojmenování
Německý botanik Philipp Franz von Siebold pojmenoval tento druh paulovnií po nizozemské královně Anně Pavlovně (nizozemsky Paulownaboom).

## Synonyma
- Paulownia imperialis
- Pavlovnie vlnatá